# Хроматична гама

Хроматична гама до мажор,

Хромати́чна га́ма — висхідний або низхідний мелодійний рух по півтонах, як правило на основі мажорної або мінорної гами. В темперованому строї звуковий склад хроматичних гам усіх тональностей однаковий.
Різниця полягає лише в співвідношенні діатонічних і хроматичних інтервалів, що залежать від тонального контексту і впливають на правила написання хроматичної гами:
- Мажорна хроматична гама догори: пишеться шляхом підвищення всіх ступенів крім III і VI — вони не змінюються, а VII — понижується.

| Відтворення аудіо не підтримується у вашому браузері. Ви можете завантажити аудіо-файл. |

- Мажорна хроматична гама додолу: пишеться шляхом пониження всіх ступенів крім I і V — вони не змінюються, а IV — підвищується.

| \new Staff \with {\remove "Time_signature_engraver"} {\time 13/4 c'' b' bes' a' aes' g' fis' f'! e' ees' d' des' c' } |

- Мінорна хроматична гама догори і додолу: пишеться шляхом підвищення всіх ступенів крім I і V — вони не змінюються, а ІІ — понижується.

| \new Staff \with {\remove "Time_signature_engraver"} {\time 13/4 a' bes' b'! c'' cis'' d'' dis'' e'' f'' fis'' g'' gis'' a'' } |

| \new Staff \with {\remove "Time_signature_engraver"} {\time 13/4 a'' gis'' g''! fis'' f''! e'' dis'' d''! cis'' c''! b' bes' a' } |